# Långmyrtjärnen (Älvsby socken, Norrbotten)
Långmyrtjärnen är en sjö i Älvsbyns kommun i Norrbotten och ingår i Piteälvens huvudavrinningsområde. Långmyrtjärnen ligger i Piteälven Natura 2000-område.